# Laser à rayons X
 (octobre 2023).
Si vous disposez d'ouvrages ou d'articles de référence ou si vous connaissez des sites web de qualité traitant du thème abordé ici, merci de compléter l'article en donnant les références utiles à sa vérifiabilité et en les liant à la section « Notes et références ».
 (octobre 2023).
La mise en forme du texte ne suit pas les recommandations de Wikipédia : il faut le « wikifier ».
Les points d'amélioration suivants sont les cas les plus fréquents. Le détail des points à revoir est peut-être précisé sur la page de discussion.
- Les titres sont pré-formatés par le logiciel. Ils ne sont ni en capitales, ni en gras.
- Le texte ne doit pas être écrit en capitales (les noms de famille non plus), ni en gras, ni en italique, ni en « petit »…
- Le gras n'est utilisé que pour surligner le titre de l'article dans l'introduction, une seule fois.
- L'italique est rarement utilisé : mots en langue étrangère, titres d'œuvres, noms de bateaux, etc.
- Les citations ne sont pas en italique mais en corps de texte normal. Elles sont entourées par des guillemets français : « et ».
- Les listes à puces sont à éviter, des paragraphes rédigés étant largement préférés. Les tableaux sont à réserver à la présentation de données structurées (résultats, etc.).
- Les appels de note de bas de page (petits chiffres en exposant, introduits par l'outil «  Source ») sont à placer entre la fin de phrase et le point final[comme ça].
- Les liens internes (vers d'autres articles de Wikipédia) sont à choisir avec parcimonie. Créez des liens vers des articles approfondissant le sujet. Les termes génériques sans rapport avec le sujet sont à éviter, ainsi que les répétitions de liens vers un même terme.
- Les liens externes sont à placer uniquement dans une section « Liens externes », à la fin de l'article. Ces liens sont à choisir avec parcimonie suivant les règles définies. Si un lien sert de source à l'article, son insertion dans le texte est à faire par les notes de bas de page.
- La présentation des références doit suivre les conventions bibliographiques. Il est recommandé d'utiliser les modèles {{Ouvrage}}, {{Chapitre}}, {{Article}}, {{Lien web}} et/ou {{Bibliographie}}. Le mode d'édition visuel peut mettre en forme automatiquement les références.
- Insérer une infobox (cadre d'informations à droite) n'est pas obligatoire pour parachever la mise en page.

Pour une aide détaillée, merci de consulter Aide:Wikification.
Si vous pensez que ces points ont été résolus, vous pouvez retirer ce bandeau et améliorer la mise en forme d'un autre article.
 (octobre 2023).
Un laser à rayons X, ou laser X-UV (soft x-ray laser en anglais, Roentgen laser en allemand) est un dispositif qui transpose le principe et les propriétés du laser aux ondes électromagnétiques de courte longueur d'onde : de l'ultraviolet extrême aux rayons X.
On distingue deux types de lasers à rayons X : les lasers X à électrons libres (XFEL ou x-ray free-electron laser) et les lasers X à plasma (Plasma-based soft x-ray laser).

## Principes généraux
Deux grandes difficultés apparaissent lorsque l'on cherche à réaliser un laser à rayons X :
- Il faut disposer d'un milieu à gain capable d'amplifier un rayonnement composé de photons X[Quoi ?] très énergétiques (plusieurs dizaines voire centaines d'électron-volts).
- Il faut se passer de cavité optique résonnante. La durée de vie du milieu à gain est en effet de trop courte durée pour permettre au rayonnement laser X d'effectuer un nombre important d'allers-retours. Par ailleurs, les optiques fonctionnant dans ce domaine de longueur d'onde (optique en incidence rasante, miroirs multicouches) sont d'un emploi délicat.

Pour résoudre la première difficulté, on utilise des milieux à gain possédant de très grandes densités d'énergie :
- Un faisceau d'électrons relativistes produit par un accélérateur de particules. Ce faisceau est injecté dans un ondulateur, une structure où règne un champ magnétique spatialement périodique. Les électrons "ondulent" dans ce dispositif en émettant du rayonnement X similaire au rayonnement synchrotron.
- Un gaz chaud fortement ionisé ou plasma. Ce milieu contient de grandes densités d'ions multichargés entre les niveaux desquels on réalise une inversion de population. Il peut être obtenu par des décharges électriques intenses (Intensité > 10 kA) dans un gaz. Le plus souvent cependant le plasma qui joue le rôle de milieu à gain est généré en focalisant un laser intense sur une cible solide ou gazeuse.

L'absence de cavité est contournée en faisant fonctionner ces lasers en régime d'amplification de l'émission spontanée (SASE Self-amplified spontaneous Emission) ou en régime injecté.
- Amplification de l'émission spontanée. Les émissions spontanées, aléatoires, émises au début du milieu à gain sont amplifiées en un seul passage dans ce dernier. Pour obtenir un rayonnement X intense, on utilise des milieux à gain très longs (XFEL) où possédant un gain très élevé (lasers à plasma). Le rayonnement émis dans ce régime SASE est toutefois spatialement incohérent. La grande longueur du milieu à gain permet toutefois de filtrer spatialement le rayonnement pour obtenir des faisceaux cohérents et peu divergents comme dans un laser classique.
- Fonctionnement en mode injecté. Un rayonnement X spatialement cohérent mais de faible intensité est injecté à l'entrée du milieu à gain afin d'être amplifié. Cette "graine" de rayonnement cohérent doit toutefois avoir une intensité supérieure à l'émission spontanée. Ce rayonnement X "parfait" initial peut être, par exemple, une  harmonique d'ordre élevé d'un laser "classique" intense.

## Les lasers X à électrons libres

### Principe de fonctionnement

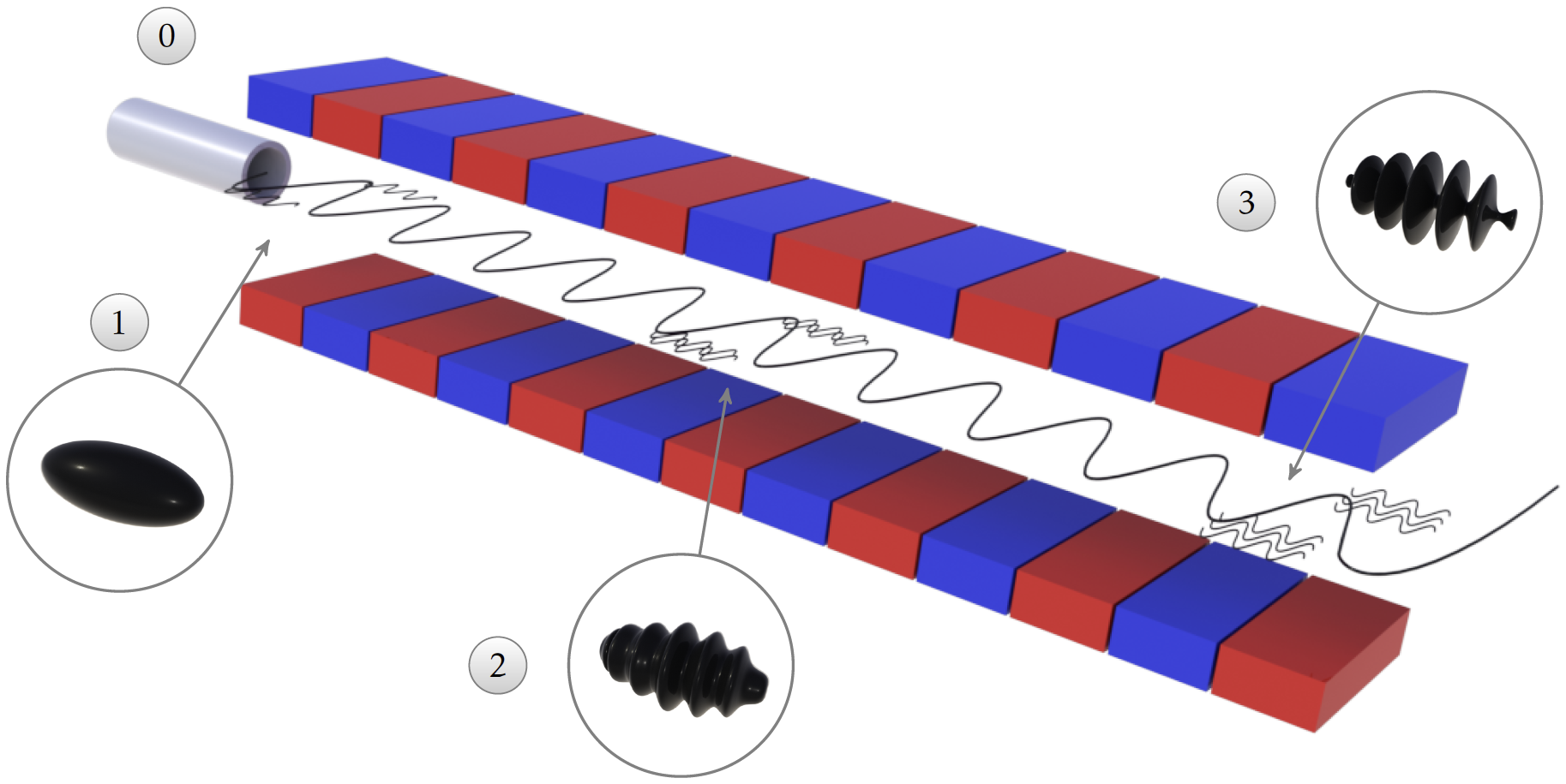
Figure 1 : Principe de fonctionnement d'un laser X à électrons libres

Le principe de fonctionnement d'un laser à électrons libres, schématisé sur la Figure 1, peut être décomposé en quatre étapes :
1. Accélération jusqu'à des vitesses ultra-relativistes d'un paquet d'électrons dans un accélérateur linéaire[1]
2. Rayonnement synchrotron émis dans l'ondulateur
3. Amplification de l'émission spontanée le long de l'ondulateur
4. Saturation de l'amplification à la sortie de l'ondulateur

### Installations et applications
De grands projets de lasers à électrons libres sont entrés en service :
- FLASH[2] à DESY, Hambourg, en service depuis 2000,
- le LCLS[3] au SLAC, Menlo Park, en fonctionnement depuis 2009,
- SACLA au Japon, en fonctionnement depuis 2011,
- European XFEL à DESY, en fonctionnement depuis 2017,

ou sont en cours[Quand ?] de développement (Arc-en-Ciel en France).
Grâce à leurs courtes durées d'impulsions (femtoseconde) et leur courte longueur d'onde, les lasers X à électrons libres permettraient de « filmer » le comportement de molécules uniques lors de réactions physico-chimiques ou biologiques.
La plateforme européenne XFEL inaugurée en Allemagne en 2017 détient le record de performance de 27000 flashs par seconde jusqu'en septembre 2023. Depuis cette date, c'est le laser LCLS-II du SLAC qui le détient avec près d'un million de flashs par seconde.

## Les lasers X à plasma

### Quelques réalisations
La totalité[Quand ?] des lasers X à plasma opérationnels reposent sur le schéma de pompage collisionnel[Quoi ?] :
- Laser X Quasi-stationnaire[Quoi ?]
- Laser X transitoire[Quoi ?]
- Laser X OFI[Quoi ?]

### Installations et applications
Plusieurs installations lasers X à plasma fonctionnent actuellement[Quand ?] dans le monde : le PALS à Prague, le laser COMET au LLNL aux États-Unis, le laser APR au Japon et la plateforme LASERIX au Laboratoire de physique des deux infinis Irène Joliot-Curie situé à Orsay (Essonne).